# Psychotria glandulicalyx
Psychotria glandulicalyx är en måreväxtart som beskrevs av Julian Alfred Steyermark. Psychotria glandulicalyx ingår i släktet Psychotria och familjen måreväxter. Inga underarter finns listade i Catalogue of Life.